# Hasta la noche, mi amor
Hasta la noche, mi amor es una película de suspenso y crimen neo-noir estadounidense de  dirigida por James Foley y protagonizada por Jason Patric, Bruce Dern y Rachel Ward. Está basada en la novela homónima de Jim Thompson de 1955. 

## Trama
El ex boxeador Kevin "Kid" Collins es un vagabundo y fugitivo de un hospital psiquiátrico. En un pueblo desértico cerca de Palm Springs conoce a la viuda Fay Anderson, quien lo convence para que le ayude a arreglar la finca abandonada que dejó su marido y le permite dormir en un remolque en la parte trasera, cerca de sus palmeras datileras moribundas.
Aparece un tío de Anderson, Garrett Stoker. Llamándose a sí mismo ex policía, lleva mucho tiempo tramando un plan para secuestrar al hijo de un hombre rico y necesita a alguien como Collins para que le ayude a llevarlo a cabo. Reacio al principio, Collins intenta irse y se encuentra con el doctor Goldman, quien inmediatamente le dice que necesita estar bajo observación médica. Goldman tiene un interés personal en Collins que podría incluir también una atracción física. Se entromete en la relación de Collins con la alcohólica Fay.
Stoker convence a Collins para que ejecute el plan de secuestro. Al final, Collins, Anderson y el niño secuestrado van por el desierto. Collins escucha en la radio que lo buscan por el secuestro. Una voz en off dice que la mujer es víctima de los hechos y debe ser protegida. Detiene el coche y le dice a Anderson que tiene que matar al niño porque puede incriminarlo. Anderson le quita el arma y le dispara. Mientras muere, susurra que estuvo bien matarlo.

## Elenco
- Jason Patric como Kevin "Kid" Collins
- Rachel Ward como Fay Anderson
- Bruce Dern como Garrett "Tío Bud" Stoker
- George Dickerson como Doc Goldman
- Mike Hagerty como camionero
- Rocky Giordani como Bert
- Corey Carrier como Jack

## Producción
El rodaje tuvo lugar en La Mecca, California,  parte del Valle de Coachella. 

## Recepción
El crítico de cine Roger Ebert puso la obra en su lista de "Grandes películas" y escribió en su reseña del Chicago Sun-Times: "Hasta la noche, mi amor es la película que eludió al público, recaudó menos de 3 millones de dólares, ha sido casi olvidada y permanece una de las más puros e intransigentes del cine negro moderno. Capta sobre todo las vidas solitarias y exhaustas de sus personajes." 
Variety también recibió favorablemente la película: "El director y coguionista James Foley le ha dado a esta adaptación casi perfecta de una novela de Jim Thompson una ambientación contemporánea y un realismo emocional que la hacen tan potente como la mordedura de una serpiente... Vista bajo el sol árido y existencial del devastado paisaje de Indio, California, esta película punzantemente sórdida crea una especie de género en sí misma, una película soleil, tal vez." 
La revista Cinema escribió que la película era un “cine negro moderno, morboso y pulido”. Está escenificada “con fría elegancia” y está “entre la realidad y la locura, enteramente en el espíritu oscuro y nihilista del difunto Jim Thompson”. 
Peter Travers de The Rolling Stone escribió: "Patric es sensacional como Collie, el chico bonito actor... está irreconocible detrás de la barba de varios días, la mandíbula floja y la mirada angustiada de Collie. Patric ocupa un personaje complejo con una convicción fascinante. Como la prosa de Thompson, su actuación es a la vez repelente y fascinante." 
Cuando se lanzó el vídeo en 1991, la crítica de cine de Entertainment Weekly Melissa Pierson escribió: "Oportunamente, el director James Foley (At Close Range) antepone el estilo a la historia, capturando el tono crudo y sombrío de su material original. After Dark, My Sweet "Se ve nítido y empapado a la vez en la luz amarilla de un extraño sueño, un efecto que se vuelve especialmente inquietante en el video. En este atractivo recorrido a través de un territorio emocional inestable, Jason Patric (The Lost Boys) ofrece una actuación excepcionalmente nítida como un ex boxeador con "Un tornillo flojo y otro apretado. Se ve arrastrado a un plan de secuestro ideado por un ex policía (Bruce Dern) y una sensual viuda (Rachel Ward). Juntos, visitan un lugar donde el deseo y el dolor son indistinguibles, y todo va torcido. torcido." 
En una entrevista con Robert K. Elder para su libro La mejor película que nunca has visto, el director Austin Chick elogia la obra por su cinematografía y afirma: "Está bellamente filmada... cada fotograma y cada movimiento de la cámara está claramente pensado y brillante y bellamente ejecutado." 
El agregador de reseñas Rotten Tomatoes reporta un índice de aprobación del 79%, basado en 19 reseñas, con una calificación promedio de 6,4/10. 
La película tuvo su estreno mundial el 24 de agosto de 1990.  Se proyectó en el Festival Internacional de Cine de Toronto el 11 de septiembre de 1990.  Recaudó aproximadamente 2,7 millones de dólares en los cines de Estados Unidos. 